# きいながしま古里温泉
きいながしま古里温泉（きいながしまふるさとおんせん）は、三重県北牟婁郡紀北町にある温泉。

## 泉質
- ナトリウム・炭酸水素塩泉
  - 源泉温度34.0℃

## 温泉地
- 温泉名を冠した日帰り入浴施設、きいながしま古里温泉がある。

## 歴史
- 前述の日帰り入浴施設は1996年4月に開業した。